# Jagdstaffel 11
La Jasta 11 ou Königlich Preußische Jagdstaffel Nr 11 était une escadrille de chasse de l'armée allemande durant la Première Guerre mondiale. Jasta est un acronyme formé par l'abréviation du mot allemand Jagdstaffel (escadrille de chasse).

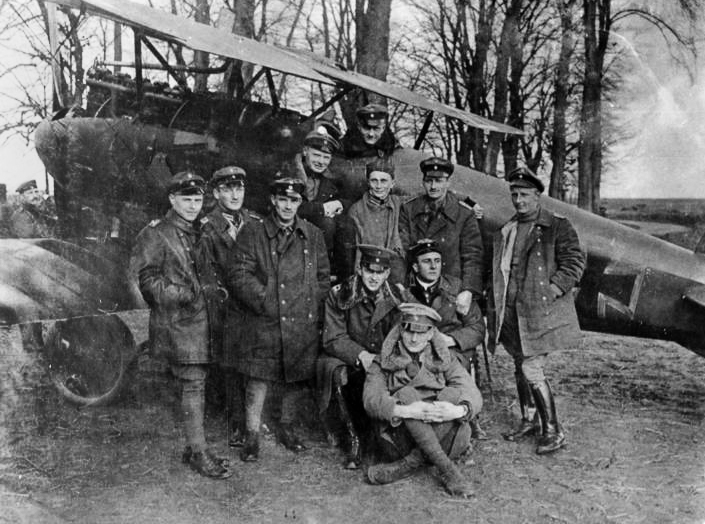
Membres de la Jasta 11 en 1917. Manfred von Richthofen se trouve aux commandes de l'avion.

De nombreux as servirent dans cette célèbre escadrille dont Manfred von Richthofen (dit le baron rouge), Karl Emil Schäfer, Kurt Wolff, le baron von Barnekow et Ernst Udet. Créée le 28 septembre 1916 avec des personnels issus des Kek (Kampfeinsitzer Kommando ou « commandos de chasseurs monoplaces » en français) 1, 2 et 3 de la 4e armée. Son premier engagement eut lieu le 11 octobre 1916 près de Douai-Brayelles dans le secteur de la 6e armée allemande. Le premier chef d'escadrille était le Lieutenant Rudolf Emil Lang jusqu'à sa mutation à la tête de l'escadrille Jasta 28. Son successeur fut le sous-lieutenant Manfred von Richthofen venant de la Jasta 2 (Boelcke).
À partir de mi-janvier 1917 Manfred von Richthofen devint le commandant de l'escadrille et il mit en application, avec beaucoup de succès, les connaissances tactiques développées par Oswald Boelcke. Dans les trois mois qui suivirent, les pilotes de cette escadrilles avaient à leur actif plus de 100 avions ennemis abattus avec seulement 2 avions perdus.
En juin 1917 elle fut intégrée, avec les Jasta 4,6 et 10, dans le Jagdgeschwader I (escadre de chasse), surnommé le Fliegender Zirkus (cirque aérien ou cirque volant) du baron von Richthofen. Richthofen devint le commandant de la Jagdgeschwader I jusqu'à sa mort, le 21 avril 1918. Il fut remplacé par Willi Reinhard jusqu'au 3 juillet 1918. Puis, jusqu'à la fin de la guerre, le dernier chef de la Jagdgeschwader I fut Hermann Göring.
Jusqu'à la fin de la guerre, le 11 novembre 1918, la Jasta 11 comptabilisa le plus grand nombre de victoires aériennes de la Première Guerre mondiale avec 350 victoires aériennes homologuées ; 17 pilotes furent tués au combat, 2 furent tués dans des accidents aériens, 2 ont été faits prisonniers et 19 ont été blessés.

## Liste des commandants successifs de la Jasta 11
| Grade        | Nom                         | Période             |
| ------------ | --------------------------- | ------------------- |
| Oberleutnant | Rudolf Emil Lang            | 11.10.16 - 14.01.17 |
| Leutnant     | Manfred von Richthofen      | 15.01.17 - 01.03.17 |
| Leutnant     | Lothar von Richthofen       | 01.05.17 - 13.05.17 |
| Leutnant     | Karl Almenröder             | 13.05.17 - 15.06.17 |
| Oberleutnant | Manfred von Richthofen      | 15.06.17 - 26.06.17 |
| Leutnant     | Karl Almenröder             | 26.06.17 - 27.06.17 |
| Leutnant     | Kurt Wolff                  | 28.06.17 - 11.07.17 |
| Oberleutnant | Wilhelm Reinhard            | 11.07.17 - 04.09.17 |
| Leutnant     | Gibert-Wilhelm Groos        | 04.09.17 - 11.09.17 |
| Oberleutnant | Kurt Wolff                  | 11.09.17 - 15.09.17 |
| Leutnant     | Gibert-Wilhelm Groos        | 15.09.17 - 25.09.17 |
| Leutnant     | Lothar von Richthofen       | 25.09.17 - 19.01.18 |
| Leutnant     | Hans-Georg von der Osten    | 19.01.18 - 16.02.18 |
| Leutnant     | Lothar von Richthofen       | 16.02.18 - 13.03.18 |
| Leutnant     | Otto von Breiten-Landenberg | 13.03.18 - 25.03.18 |
| Leutnant     | Ernst Udet                  | 25.03.18 - 08.04.18 |
| Leutnant     | Hans Weiss                  | 08.04.18 - 02.05.18 |
| Leutnant     | Eberhard Mohnicke           | 02.05.18 - 19.07.18 |
| Leutnant     | Lothar von Richthofen       | 19.07.18 - 26.07.18 |
| Oberleutnant | Erich Rüdiger von Wedel     | 26.07.18 - 14.08.18 |
| Leutnant     | Eberhardt Mohnicke          | 14.08.18 - 26.08.18 |
| Leutnant     | Wolfram von Richthofen      | 26.08.18 - 30.08.18 |
| Oberleutnant | Erich Rüdiger von Wedel     | 31.08.18 - 02.09.18 |
| Leutnant     | Eberhardt Mohnicke          | 02.09.18 - 04.09.18 |
| Oberleutnant | Erich Rüdiger von Wedel     | 04.09.18 - 22.10.18 |
| Leutnant     | Egon Koepsch                | 22.10.18 - 04.11.18 |
| Oberleutnant | Erich Rüdiger von Wedel     | 04.11.18 - 11.11.18 |

Remarque :

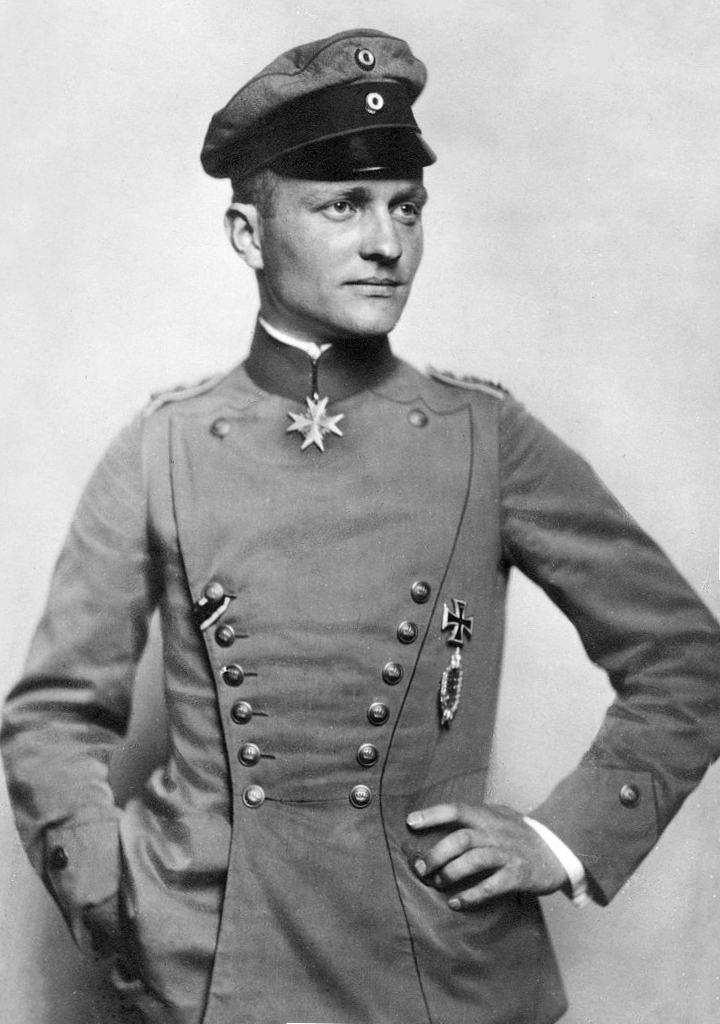
Manfred von Richthofen

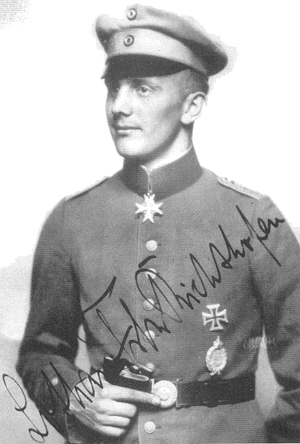
Lothar von Richthofen vers 1918

- Leutnant = Sous-lieutenant (armée française)
- Oberleutnant = Lieutenant (armée française)